# ジェイアール西日本デイリーサービスネット
株式会社ジェイアール西日本デイリーサービスネット（ジェイアールにしにほんデイリーサービスネット）は、コンビニエンスストアおよび駅売店（キヨスク）の経営とそれに伴う流通管理等事業を主業務とする日本の小売業者であり、JR西日本グループの物販飲食カンパニー統括組織でもある。なお、JR西日本グループのビジネスホテルチェーンである「ヴィアインホテル」の企画開発を行っていたが、運営を委託していたJR西日本ヴィアイン（同社100%子会社）に事業継承した（2025年4月1日付）。

## 概要
JR西日本の系列会社にあたり、主に同社が経営する鉄道のうち自社管理の鉄道駅および鉄道路線内におけるそれらの設備を利用する旅客に対してサービスの提供を行っている。
後述の通り、2014年にセブン-イレブン・ジャパンとの包括的業務提携による、セブン-イレブンのエリアフランチャイズを締結するようになったことを受け、いわゆる「駅ナカ」の店舗にあるキヨスク・ハートイン・デイリーインを順次セブン-イレブン提携店に転換した。JR西日本の関連施設に隣接しないセブン-イレブンの市中店舗の運営も行っている。

## 支社・子会社
JR西日本の営業エリアが広範囲に及ぶため、地域子会社が各エリアの営業を担っている。その他にも、分野別に多数の子会社やグループ関連会社が存在する。

### エリア子会社・関連会社
- ジェイアールサービスネット金沢
- ジェイアールサービスネット岡山
- ジェイアールサービスネット広島
- ジェイアールサービスネット福岡
- JR西日本山陰開発[注 1]

### その他子会社・関連会社
- ジェイアール西日本ファッショングッズ（ファッション雑貨）
- JR西日本ヴィアイン[注 2]（ビジネスホテル企画開発・運営）
- キヨスクデリバリーサービス（主要駅の土産商品一括荷受け・店舗への納品・EC発送）
- ブックスキヨスク（雑誌・書籍・文具・雑貨の販売の受託業）
- JR西日本コネクト（委任店舗の管理業務受託）※㈱DSNリレーションから社名変更（2025年4月1日付）
- 関西ステーションサービス株式会社（コインロッカー運営）
- ジェイアール西日本商事（商品調達・商品開発）

直接資本関係のない関連企業
- ジェイアール西日本フードサービスネット（近畿エリアの飲食業・山陽新幹線車内販売）
- ジェイアール西日本マルニックス（物流・主要駅構内店舗のセブン商品荷受け、店舗への納品）

## 主な事業

### 駅売店直営事業

#### セブンイレブン提携店
セブン-イレブン キヨスク
2023年5月時点で全体で同社管轄のキヨスクはセブン-イレブンキヨスクに転換、それ以外は閉店した。
セブン-イレブン ハートイン（旧デイリーイン含む）
セブンイレブン　市中店舗
JR西日本の関連施設に隣接しない店舗の場合、店名に「ハートイン」が付かない通常のセブンイレブンとして運営している

#### 土産店
以下の土産店舗と同社セブンイレブン店舗で土産物を販売するほか、オリジナル土産の開発も行っている。
- アントレマルシェ（大型店舗）

大型土産店ブランドで、セブン-イレブンとの複合店。土産物とセブン-イレブン商品をまとめて購入することができる。主に新幹線駅とターミナル駅で営業。
〈店舗一覧〉京都西口改札内店 / 新大阪中央口店 / エキマルシェ新大阪店 / 大阪店 / 天王寺店 / 三ノ宮店 / 新神戸店 / 姫路店
- おみやげ街道

同社土産店ブランド。アントレマルシェより若干面積が小さく、セブン-イレブン商品は扱っていないことも多い。各在来線特急のターミナル駅で多く営業。
〈店舗一覧〉JR京都駅中央口店 / 亰店 / アルデ新大阪店 / 城崎温泉改札口店 / JR和歌山駅中央口店 / 白浜駅改札口店

### 大阪・関西万博事業（会場内万博オフィシャルストア運営・オフィシャルグッズ開発）
- 2025大阪・関西万博 会場内オフィシャルストア西ゲート店　JR西日本グループ

2025年に大阪・夢洲で開催される大阪・関西万博の会場内「西ゲートマーケットプレイス」や大屋根リング下に、JR西日本グループとして土産店舗「オフィシャルストア」の出店を行う。営業期間は2025年4月13日から10月13日まで。
西ゲートの本店、大屋根リング下のサテライトショップ3店舗(柱番号①・⑪・⑲付近)の4店舗を出店。柱番号⑲付近のサテライトではミャクミャクモナカアイスやｼﾝｶﾝｾﾝｽｺﾞｸｶﾀｲｱｲｽ等を販売するほか、「石のパーゴラ」下にはクールネックリングやハンカチを販売する自販機を設けている。
コンセプトは、“みやげ話”になる 「みやげ店舗」。JR西日本グループのキャラクター・カモノハシのイコちゃんと大阪・関西万博のキャラクター・ミャクミャクが内装に使用されている。
また、これに合わせて万博土産の開発も行っており、オリジナル商品が人気を博している。
万博記念デザインICOCAカード付きのグッズやサンリオキャラクターとミャクミャクのコラボグッズ、エドウインのデニムを使用したミャクミャクぬいぐるみ等が話題を呼んでいる。

### 駅ナカ催事事業
- エキマルスイーツ

期間限定で入れかわるスイーツのポップアップショップ。
〈店舗一覧〉三ノ宮Ⅰ店/三ノ宮Ⅱ店/芦屋店/尼崎店/天王寺店/大阪桜橋口店/新大阪店/京都駅西口店/山科店
- エキマル ア・ラ・モード

ジャンルを問わないポップアップショップ。
〈店舗一覧〉JR大阪駅中央口店/エキマルシェ大阪店/JR兵庫駅店/JR川西池田駅店

### 自動販売機事業「curico（キュリコ）」
飲料メーカーを問わないブランドミックスの飲料自販機で、約440駅、約2,200台が設置されている。ラッピングシールが青色のペットボトル自販機と、ピンク色の紙パック飲料やヤクルト等を扱う筐体が存在する。

### デベロッパー事業
梅三小路（再開発に伴い閉業）

#### エキマルシェ
同社が運営する駅ナカ商業施設。駅ナカと言っても改札内に位置するのはエキマルシェ新大阪のみであり、「駅ナカ」は駅構内という広義での駅ナカを指す。
大阪駅
- エキマルシェ大阪
- エキマルシェ大阪クロスト
- エキマルシェ大阪UMEST

新大阪駅
- エキマルシェ新大阪
- エキマルシェ新大阪Sotoe

宝塚駅
- エキマルシェ宝塚

### 専門店運営事業

#### 書店
運営は株式会社ブックスキヨスクが担う。
- ブックスキヨスク
- ブックスタジオ

#### 調剤薬局
- ココカラファイン薬局

#### ヘアカット専門店
- QBハウス

### ビジネスホテル運営事業
企画開発を同社が行い、運営をJR西日本ヴィアインホテルズに委託していたが、2025年4月1日付でJR西日本ヴィアインホテルズに事業継承した。
- ヴィアイン
- ヴィアインプライム

## その他新規事業
クラフトビール事業
- 日々一泡（ひびひとあわ）ブルワリー - 大阪環状線高架下（福島駅付近）

フィットネス事業
- Pocket Fitness JRW - ヴィアインプライム大阪京橋/JR兵庫駅

## 沿革
- 1932年（昭和7年）4月 - 鉄道弘済会が売店事業をスタート。
- 1973年(昭和48年) 弘済会売店の愛称を「キヨスク（Kiosk）」に決定
- 1987年（昭和62年）6月 - 同年4月の国鉄民営化を受け、西日本キヨスクとハートアンドアクションリーテイル（後に整理統合を経てジェイアール西日本リーテックスに社名変更）を創立。
- 2000年（平成12年）2月1日 - JR西日本の物販・飲食事業を行っている子会社を再編成[6]。上記2社が合併し、現在の社名になる[6]。
  - 同時にJR西日本の支社エリアに合わせる形で子会社5社（社名は「ジェイアールサービスネット○○（○○の場所には地域名が入る・事業所・支社の項目も参照）」）を設立し近畿圏以外の店舗運営を委託（ジェイアール西日本フードサービスネットも同様の施策を実施）。
- 2005年（平成17年）11月 - 構造計算書偽造問題が発覚。運営ホテル「ヴィアイン新大阪ウエスト」および「ヴィアイン姫路」が当該建築設計事務所の設計物件と判明。後の調査により耐震不足と判断され、営業停止に追い込まれる。
- 2009年（平成21年）9月7日 - 本社を現在地に移転する。
- 2012年（平成24年）11月1日 - 近畿圏で運営するコンビニの名称を「ハート・イン」に統合するとともに、ロゴデザインを変更。
- 2014年（平成26年）3月27日 - 当社およびJR西日本がセブン-イレブン・ジャパンと業務提携（事実上エリアフランチャイジー化）[7]。既存売店のうち500店舗を5年間で「セブン-イレブンKiosk（キヨスク）」及び「セブン-イレブン Heart‐in（ハートイン）」に転換予定[8]。
- 2018年（平成30年）- キヨスクオペレーションサービス4社（大阪・京滋・天王寺・姫路）を吸収合併
- 2019年（令和元年）6月 - JR西日本グループの物販飲食カンパニー統括組織となる[9]。
- 2021年（令和3年）- エキマルシェ新大阪ソトエ開業
- 2022年（令和4年）- 株式会社専門大店を吸収合併。キヨスクオペレーションサービス2社（福知山・和歌山）を吸収合併。株式会社京都駅観光デパートの酒類・土産等販売事業を吸収分割により承継。エキマルシェ大阪がリニューアルし、グランドオープン
- 2023年（令和5年）- crost（クロスト）がエキマルシェ大阪クロストに名称変更[10]
- 2024年（令和6年）- エキマルシェ大阪UMEST（大阪駅西口改札内・外）が先行開業[11]
- 2025年（令和7年）2月下旬 - エキマルシェ大阪UMEST（四ツ橋筋 高架下店舗）の開業で全館グランドオープン[11]
- 2025年（令和7年）4月13日〜10月13日‐JR西日本グループとして、大阪・関西万博会場内に「2025大阪・関西万博　会場内オフィシャルストア西ゲート店　JR西日本グループ」を出店